# Estadi de París
L'Estadi de París, també popularment Estadi Bauer, és un estadi, utilitzat majoritàriament per a partits de futbol, tot i que també s'hi juga a rugbi, que es troba a Saint-Ouen, a l'extraradi nord de París i té una capacitat de 10.000 espectadors. L'estadi fou inaugurat el 1909.
L'estadi és emprat principalment pel Red Star FC que juga a la Tercera Divisió francesa. Amb tot, ha estat la seu de la Copa de França de 1921, 1922, 1923, 1928 i 1942. Va acollir alguns partits de futbol durant els Jocs Olímpics de 1924, així com un amistós entre el Brasil i Andorra (3–0) poc abans del Mundial de França de 1998.
L'Estadi de París fou l'escollit per la Selecció francesa de rugbi XIII per jugar els partits com a local del Campionat d'Europa de rugbi a 13 el 1935, 1936-37, 1938 i 1952-1953.